# Gustav III:s italienska resa
Gustav III:s italienska resa ägde rum mellan oktober 1783 och juli 1784.

## Bakgrund
Tidpunkten för en nöjesresa av detta slag var olyckligt vald. Ända sedan 1780 hade skörden slagit fel i stora delar av Sverige, och på sensommaren 1783 inrapporterades så svår missväxt från nästan alla landsändar att hungersnöd stod för dörren. Gustav III:s vänner försökte också övertala honom att inte överge sitt folk i denna nödens stund. Hans gamle guvernör Carl Scheffer bad honom under tårar att avstå från sin resplan. Gustav förklarade dock att saken var beslutad och inte kunde ändras. Han längtade till söderns nöjen och kultur, och han hade även politiska skäl för resan då han förberedde ett krig.
Som skäl för resan använde han ett armbrott som han ådragit sig vid en trupprevy, då hans häst skyggade och kastade av honom. Armbrottet var redan läkt men förorsakade honom alltjämt smärta, och han fick sina läkare att ordinera en tids vistelse vid de berömda varma baden vid Pisa.
Underrättelsen om kungens beslut väckte bittra känslor i vida kretsar av nationen. Det spreds rykten om att han med flit kastat sig av hästen för att skaffa sig en förevändning för resan. Det ryktades även att han likt drottning Kristina planerade att avsäga sig regeringen och bli katolik.
Regeringen uppdrogs under kungens frånvaro åt riksrådet, men en mängd ärenden överlämnades åt särskilda myndigheter eller kommissioner. Den mäktigaste var en hemlig beredning med extraordinära befogenheter som kungen tillsatte utan rådets vetskap för att leda arbetet på arméns och flottans utrustning.

## Sällskapets medlemmar
I resesällskapet ingick: överståthållaren Carl Sparre, generalmajoren Evert Vilhelm Taube, överstekammarjunkaren Gustaf Mauritz Armfelt, hovstallmästaren Hans Henric von Essen, hovmarskalken Bror Cederström, kammarjunkaren Carl De Peijron, översten Axel von Fersen d.y., sekreteraren Ulric Franc, riksantikvarien Gudmund Jöran Adlerbeth, skulptören Johan Tobias Sergel, läkaren Elias Salomon, läkarbiträdet Johan Daniel Rung, resekanslisten Nils Gustaf Palin, ridpagen Carl Johan Stjernwall, kungens tre personliga kammarherrar François Daubonne des Vauges, M. Robert och Axel Griberg, kocken Charles le Griel och hovpredikanten Carl Edvard Taube.

## Resan

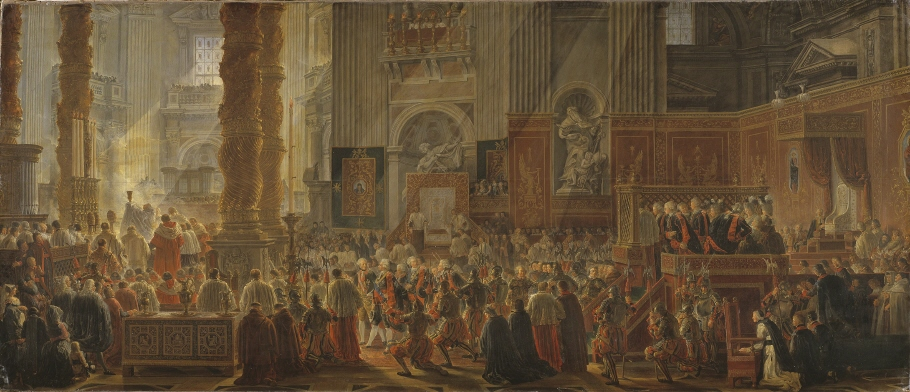
Gustav III bevistar julmässan på julafton i Peterskyrkan i Rom, 1783. Oljemålning av Louis Jean Desprez (1743-1804).

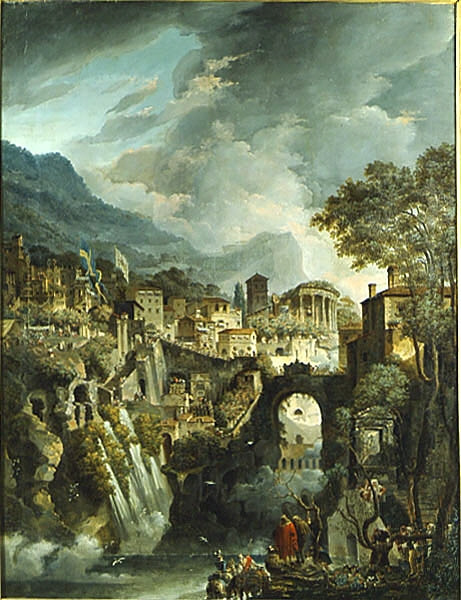
Gustav III:s besök i Tivoli, Lazio, omkring 30 km nordost om Rom i mars 1784. Oljemålning av Louis Jean Desprez (1743-1804).

För att resan skulle få så liten uppmärksamhet som möjligt skedde avfärden i etapper. Det första ekipaget (Sparre och Sergel) lämnade Stockholm den 23 september i etapper. Kungen, ”greven av Haga” som han kallade sig under resan, for iväg den 27:e.
En månad senare, den 28 oktober, förenades större delen av sällskapet i Verona, där de svenska resenärerna bland annat bjöds på tjurfäktning i den romerska amfiteatern. Värd var Ferdinand Carlos av Habsburg, hertigen av Modena. När gruppen några dagar senare nådde Pisa avlades ett besök hos storhertigen av Toscana, Leopold I.
Den 24 november kom de resande till Florens. Där tillbringade monarken och hans följe en månad med operaföreställningar och upphandling av konstverk. Museet Uffizierna besöktes många gånger. I samma stad träffade kungen den brittiske prinsen och tronpretendenten Karl Edvard Stuart. Han var alkoholiserad och övergiven av hustrun Lovisa av Stolberg-Geldern. Gustav III kände stort medlidande och beviljade honom en svensk årlig pension. Under Florensvistelsen fick den svenske regenten också besök av kejsar Josef II. Mötet var ”tvunget” av etikettskäl och beskrevs som artigt men kyligt.
På julaftonen 1783 nådde svenskarna planenligt Rom och bevittnade stora mässan i Peterskyrkan. Därefter ordnades ett möte i Vatikanen med påven Pius VI, som prisade den svenska religionsfriheten. Mötet förevigades genom en tavla av Bénigne Gagneraux. Gustav III, som inte glömt ”Bonnie Prince Charlies” eländiga situation, bad påven att bevilja skilsmässa åt prinsen. I Rom gjorde kungen även visit i heliga Birgittas kloster och fick i Sixtinska kapellet se böcker som ägts av exdrottning Kristina.
Den 31 januari nådde följet Neapel, huvudstad i kungariket Neapel. Där härskade vid tillfället kung Ferdinand IV av Bourbon. Neapel bjöd på ett intensivt nöjesliv av jakt, teater- och operaföreställningar, maskerader och andra begivenheter. Sittande i en bärstol kunde det svenska statsöverhuvudet bestiga Vesuvius. Ruinstäderna Pompeji och Herculaneum höll som bäst på att utgrävas. Städerna hade fått världsrykte och gett upphov till en ny konst- och arkitekturstil. Gustav III inhandlade en modell av Isistemplet i Pompeji. Den franske konstnären Louis Jean Desprez (se nedan) utförde en tid senare Psyketemplet i Hagaparken – ett arbete i hög grad inspirerat av den pompejiska förebilden.
I mars var gruppen åter i Rom. Då visiterade kungen och Sergel de antika resterna i Frascati och Tivoli. Vid detta tillfälle inköptes skulpturen Endymion, som just hade upptäckts bland ruinerna vid Tivoli. Det berättas att när Sergel fick se statyn för första gången stod han tyst en stund, för att sedan säga: ”Ge mig snus”, och helt glömt att det var kungen som stod bredvid honom. Den franske konstnären Desprez, som Gustav III mötte i Rom, antog erbjudandet att flytta till Sverige, där han sen bodde och verkade resten av sitt liv. På påskdagen, den 11 april, hölls en svensk protestantisk mässa i Palazzo Giraud-Torlonia, en händelse som fick stor uppmärksamhet i Rom.
Den 1 maj bröt sällskapet upp för att fara till Venedig. Där sammanföll visiten med den veckolånga årliga karnevalen med festyra och smyckade gondoler, ett upptåg helt i den svenske monarkens smak. Utöver de mer ytliga nöjena inspekterades stadens museisamlingar och Markuskyrkan. Innan besöket i Venedig avslutades hölls en jättelik fest, där den svenske kungen var hedersgäst. Åttahundra gäster i galakläder samlades under tillställningen.
I mitten av maj började avfärden mot Frankrike, där svenskarna stannade till 20 juli 1784. I slutet av juli steg Gustav III i Warnemünde ombord på den jakt som skulle föra honom hem till Sverige igen. Den 2 augusti anlände han till Stockholm.
De antika skulpturerna som inköptes under resan och fraktades till Sverige kom att utgöra basen i Sveriges äldsta offentliga konstmuseum, Gustav III:s antikmuseum, beläget i en av flyglarna på Stockholms slott.